# パークストリート教会

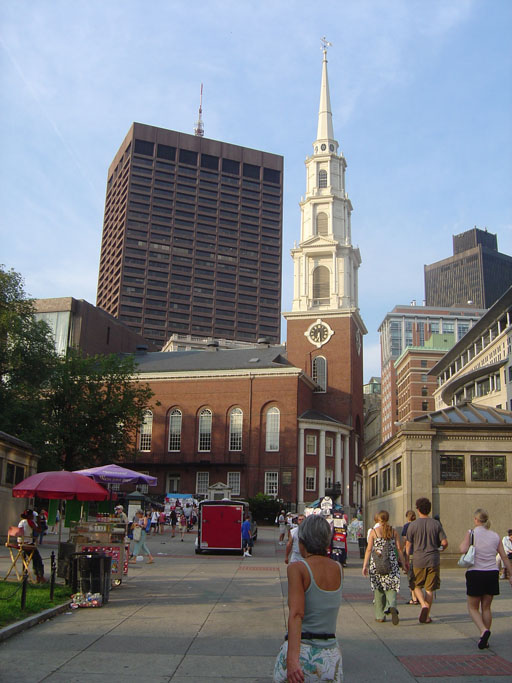
2006年

パークストリート教会（パークストリートきょうかい、Park Street Church）は、アメリカ合衆国マサチューセッツ州ボストン市のダウンタウンに立地する会衆派教会保守派の教会堂。1809年に建てられ、約1,000名が教会員となっており、日曜礼拝には約2,000名が集まる。ボストンコモンの向かい、トレモント通り（Tremont Street）とパーク通り（Park Street）の角に位置する。フリーダムトレイル沿いの名所のひとつである。

## 歴史
1804年、Religious Improvement Society は講義や祈祷のため毎週集まるようになった。1809年2月27日、パークストリート教会はオールドサウス集会場に集まったメンバーを中心とする26名によって正当な三位一体論教会として設立の特許を受けた。5月1日、設計士のピーター・バナー、レンガ職人のベネジャ・ヤング、木彫り職人のソロモン・ウィラードにより礎石が定められ、年内に完成した。バナーは初期の書籍を参考にし、クリストファー・レンのロンドンの教会を想起させる造りとなった。尖塔は217フィート (66 m)におよび、ボストン近郊からもランドマークとして見ることができる。1810年から1828年、全米で最も高い建物であった。

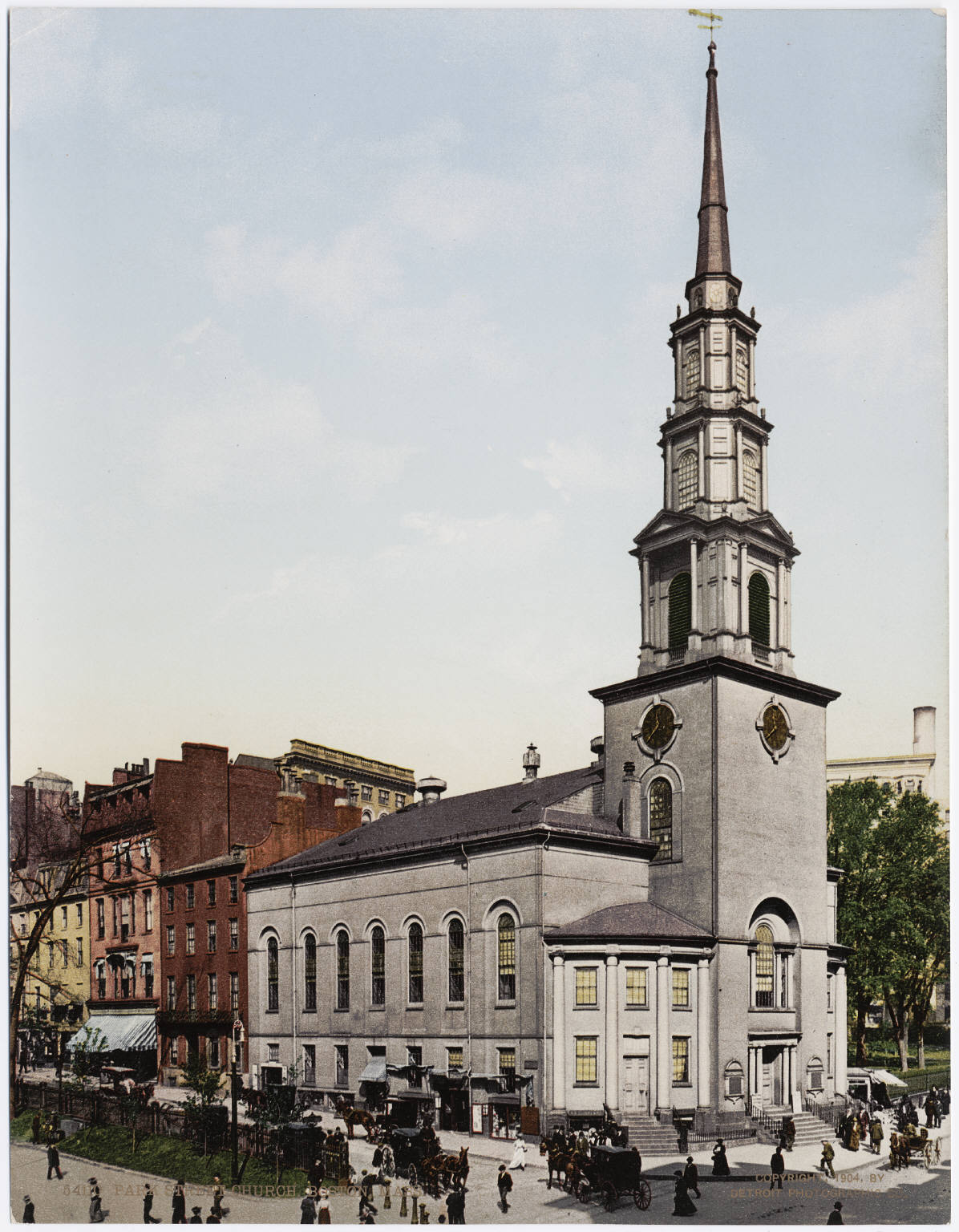
1904年

歴史的グラナリー墓地の隣に位置している。1810年1月10日、最初の礼拝が行われた。やがてこの教会は「硫黄の角」（Brimstone Corner）と呼ばれるようになった。その理由としては熱心な説教や、米英戦争中に教会が火薬を貯蔵していたことなどが挙げられている。
伝統的に布教活動、福音主義の教義、社会問題に対する聖書の応用に熱心である。エドワード・ドア・グリフィン(1770年-1837年)が初代牧師となり、日曜夜の説教が有名になった。1816年、オールド・サウス教会と共にCity Mission Society を形成し、社会福祉活動を行なった。
1826年、ライマン・ビーチャーの息子およびハリエット・ビーチャー・ストウの兄であり、著名な奴隷制度廃止論者のエドワード・ビーチャーが牧師となった。1829年7月4日の独立記念日には、この教会の前でウィリアム・ロイド・ガリソンが初めて奴隷制度の廃止を公言した。1829年から1831年、著名な賛美歌作曲家のローウェル・メイスンが聖歌隊指揮者およびオルガン奏者を務めた。1831年7月4日、サミュエル・フランシス・スミス作詞の『My Country, 'Tis of Thee』がパークストリート教会で初めて演奏された。1855年にメイン州にベイツ大学を創立した実業家のベンジャミン・E・ベイツは、19世紀半ば、パークストリート教会に通い、日曜学校の教師を務めていた。1857年から1858年、宣教師のチャールズ・フィニーはアンドリュー・リート・ストーンが牧師であったパークストリート教会で伝道集会を行なっていた。
1920年代、サフォーク大学創立者のグリーソン・アーチャー・シニアがパークストリート・メンズ・クラブの会長を務め、1945年から1948年、その息子で著名な聖書全面信奉者のグリーソン・アーチャーが牧師のアシスタントを務めていた。1949年、ビリー・グラハムは初の大陸横断伝道をパークストリート教会から始めた。1936年から1969年、著名な神学者で福音復興運動の共同考案者であるハロルド・オッケンガが主任牧師を務め、この間、フラー神学大学および『クリスチャニティ・トゥデイ』誌共同創立者のグラハムと共にゴードン・コンウェル神学校を創立した。
1974年、本館隣のパークストリート1番地に牧師用のモダンな建物がストール・ベネット協会により建てられた。コンクリート構造のレンガ造りで窓が一面に張られ、ボストン保存同盟は「環境は劇的に変化した。狭いファサードに大きなガラス窓が張られ、ほかの箇所は赤レンガで覆われている。1階はガラス張りで、後方にグラナリー墓地が見える」と詳述した。
1990年代、教会はヒュートン・ミフリンからパークストリート2番地および3番地の建物を買収した。

## 近現代

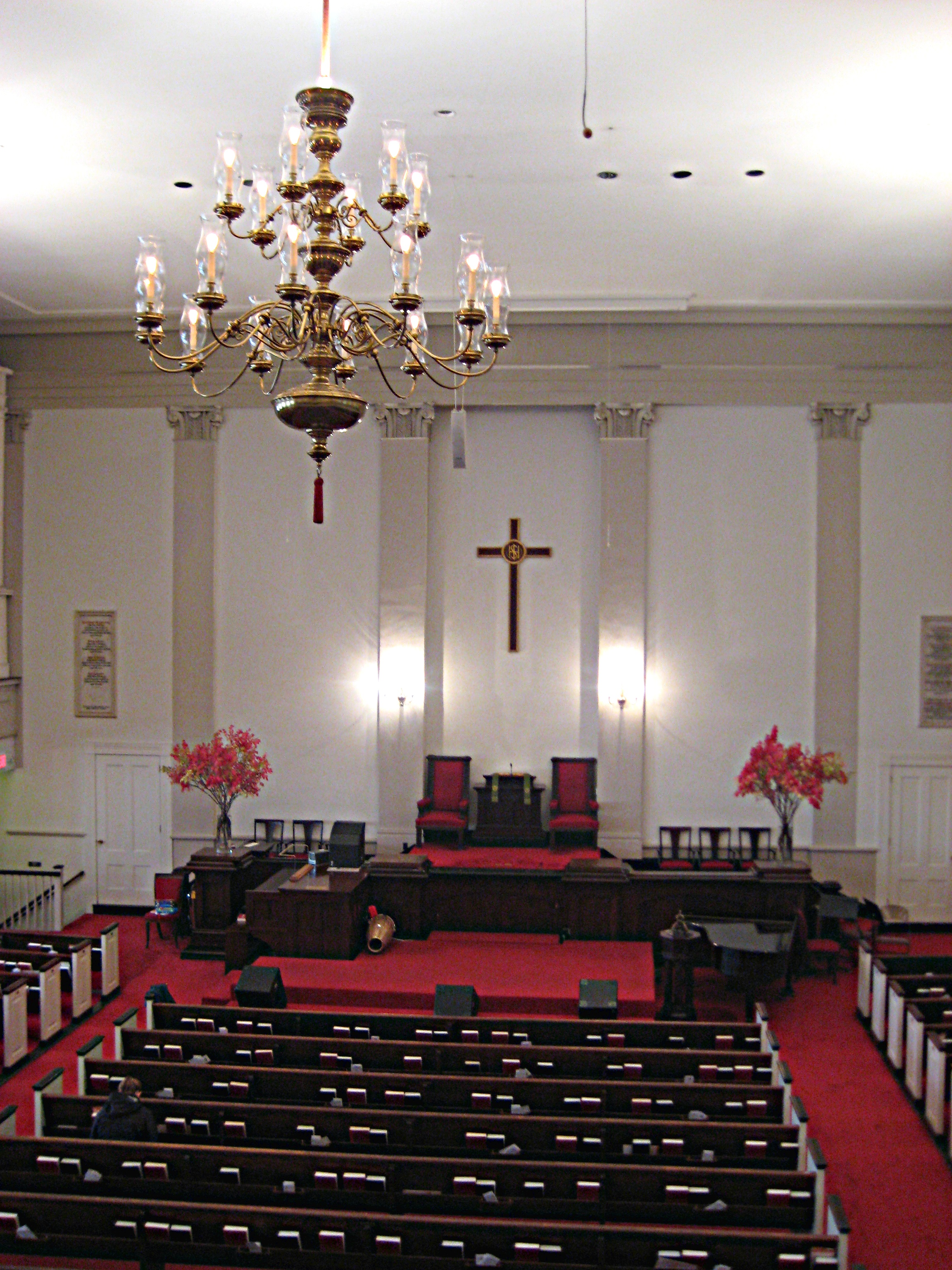
2007年、教会内部

200年が経過してもなお社会と繋がりを保っている。例えば2002年、教育が必要なボストンのインナーシティの支援のため、ハイド・パークにある私立高校のボストン・トリニティ・アカデミーの創立に携わった。在校生の7割が奨学金で通学し、5割が少数民族である。英語を第二言語とする者に対し、英語の授業を多く行なっている。ボストン・レスキュー・ミッションなどと共にホームレスの支援も行なっている。また望まぬ妊娠をした女性の救済活動団体とも提携している。
今日では、パークストリート教会は成長している組合教会で、日曜礼拝に数千人の信者を集めている。同教派の国際的な拠点でもあり、世界60ヶ国から教会員を集めている。また、ボストン都市圏内の大学の学部生、大学院生、教授も数多くこの教会に通っている。一方、フリーダムトレイルに沿った名所のひとつでもあることから、ボストンへの観光客も多くこの教会を訪れる。
2009年2月27日、トーマス・メーニノ市長はパークストリート教会200周年を記念し、この日を「パークストリート・デー」と発表した。

## ギャラリー

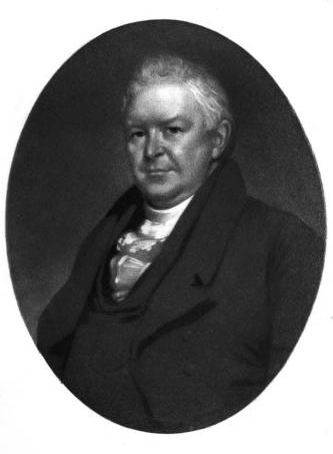
1811年-1815年、エドワード・グリフィン牧師
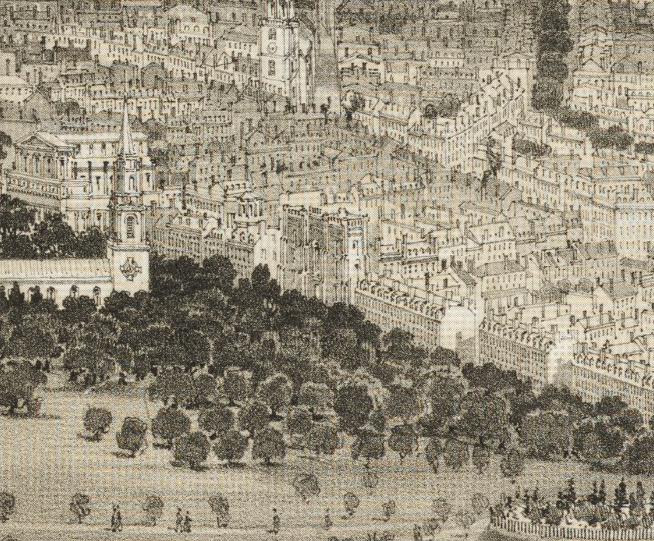
1850年、トレモント・ストリートのメゾニック・テンプルからのボストン・コモン全景。左にパークストリート教会が見える。
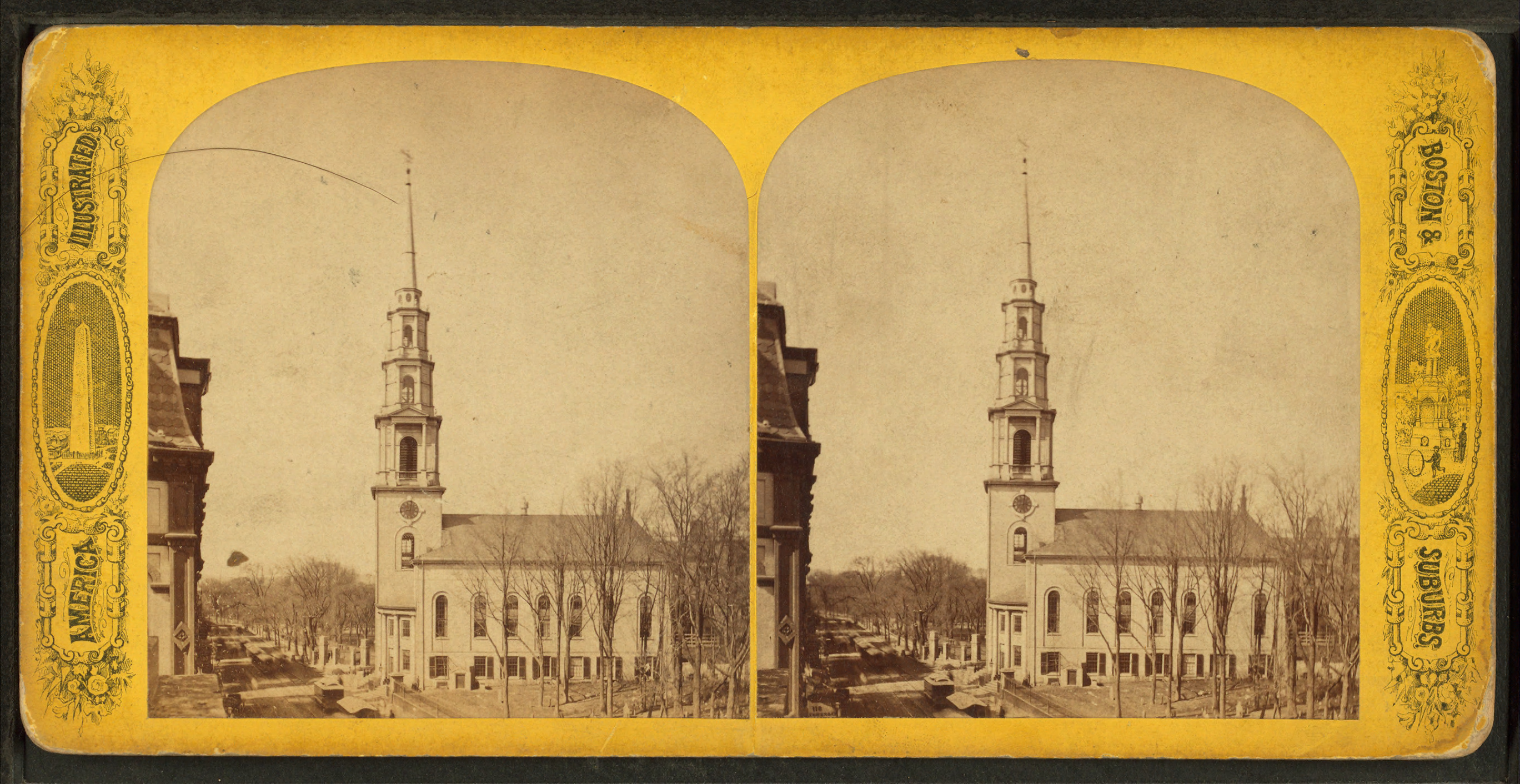
19世紀。
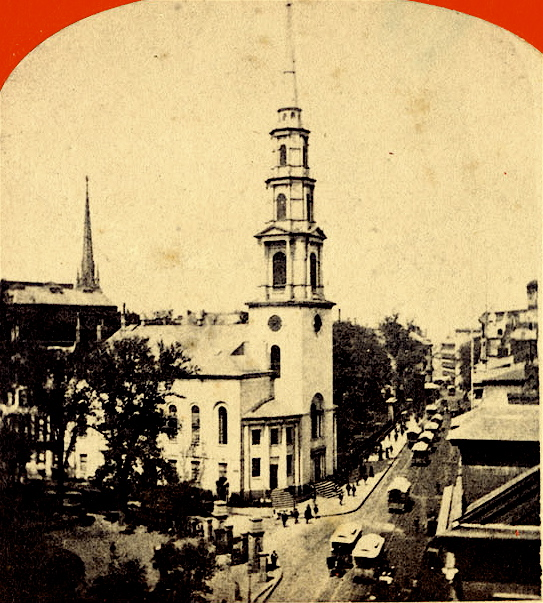
19世紀。
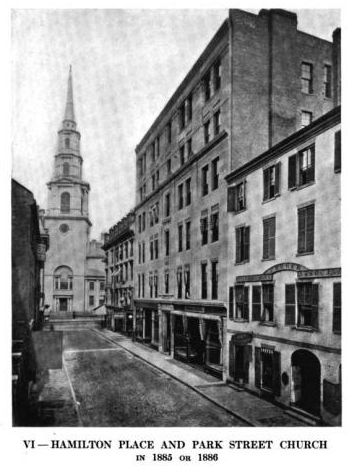
1885年頃、ハミルトン・プレイス。奥にパークストリート教会。
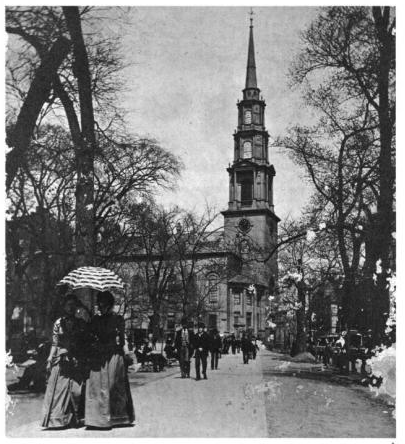
1890年頃。
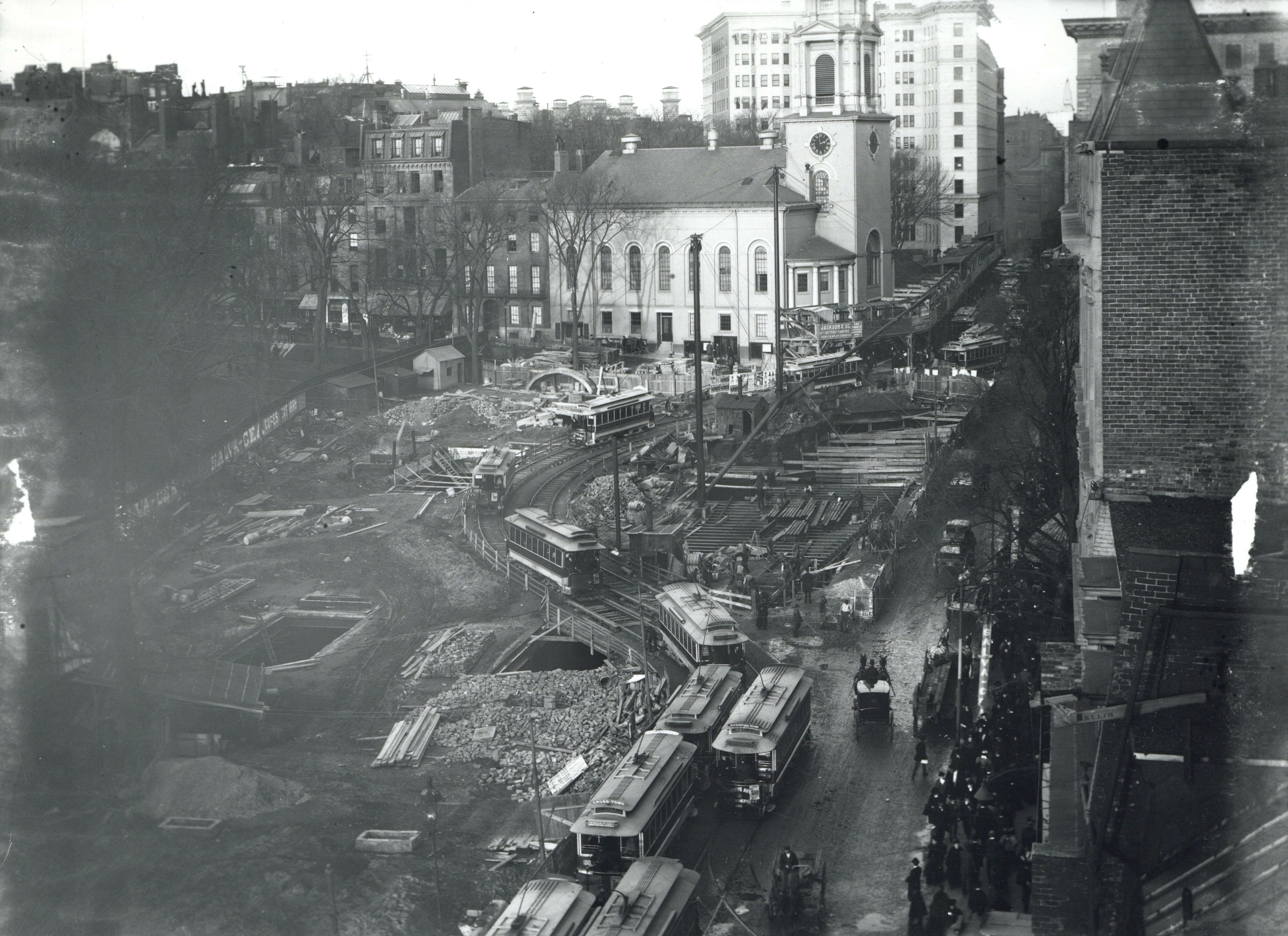
1896年、地下鉄建設。
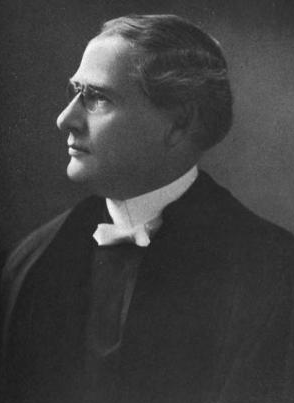
1903年-1937年、アートラス・コンラッド宣教師
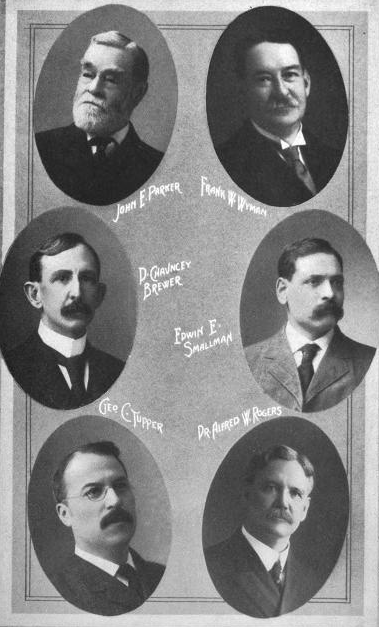
1909年、助祭。
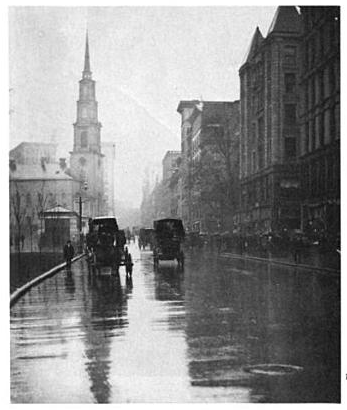
1915年、トレモント・ストリートからのパークストリート教会。
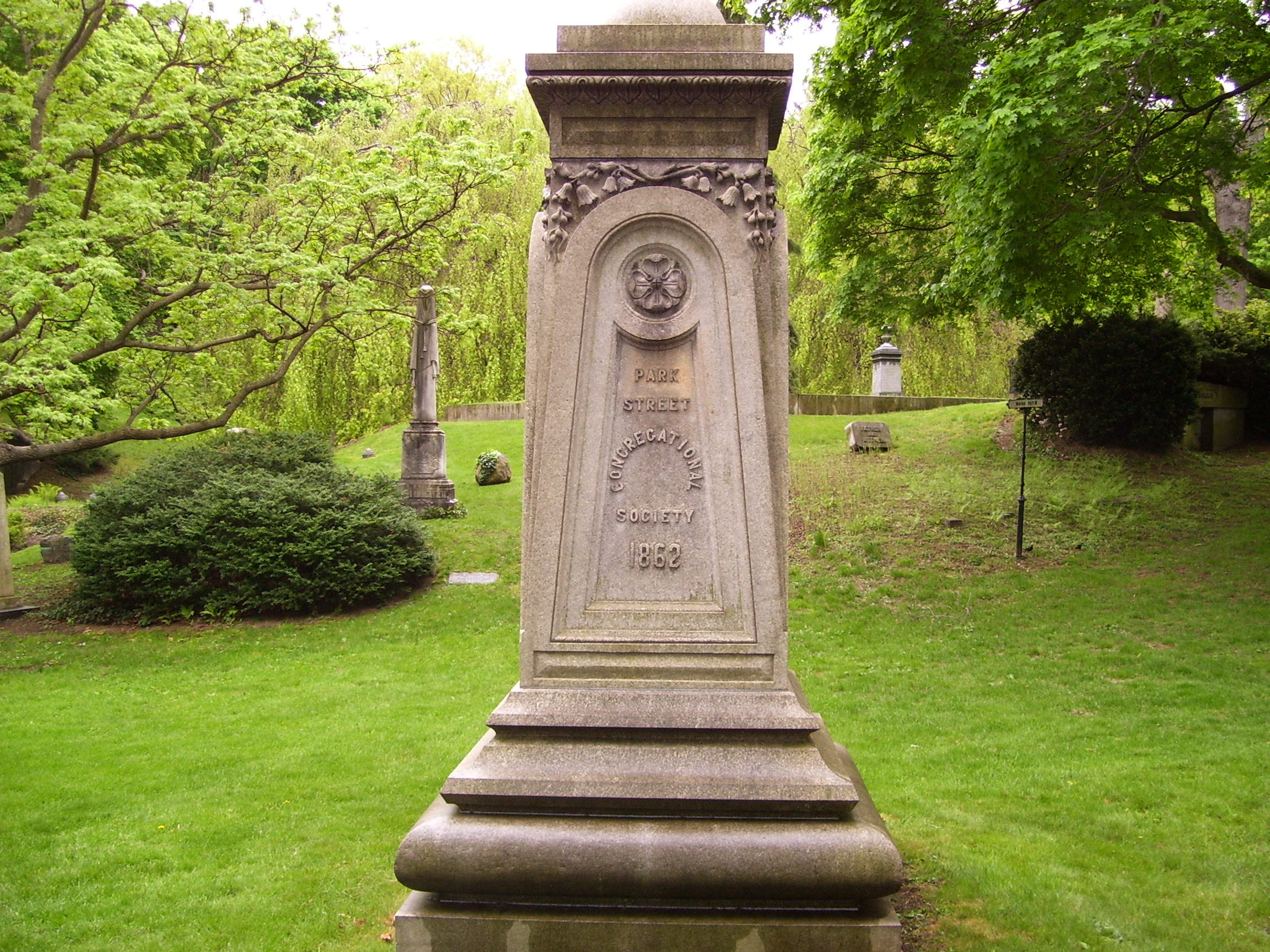
2008年、マウント・オーバーン墓地のパークストリート教会区。